# أمبروز كلارك
أمبروز كلارك (بالإنجليزية: Ambrose Clarke)‏ (10 سبتمبر 1945 في المملكة المتحدة - ) هو لاعب كرة قدم بريطاني في مركز الدفاع. لعب مع نادي إيفرتون ونادي ساوثبورت وSkelmersdale United F.C. ‏ ونادي بارو ونادي فورمبي ‏.